# روني إيرل (موسيقي)
روني إيرل (بالإنجليزية: Ronnie Earl)‏ هو موسيقي وعازف قيثارة أمريكي، ولد في 10 مارس 1953 في كوينز في الولايات المتحدة.

## وصلات خارجية
- روني إيرل على موقع ميوزك برينز (الإنجليزية)
- روني إيرل على موقع أول ميوزيك (الإنجليزية)
- روني إيرل على موقع ديسكوغز (الإنجليزية)